# Schilderkunst Vijfje
Het Schilderkunst Vijfje is de eerste Nederlandse herdenkingsmunt van 5 euro, uitgebracht op 30 mei 2011. De eerste slag werd verricht door Ans Markus. Bij de eerste slag was onder anderen minister van Financiën Jan Kees de Jager aanwezig. Hij hield ook een toespraak.

## Thema
Het thema is de gerenommeerde Nederlandse schilderkunst, deze munt is een eerbetoon aan de schilderijen van de oude Hollandse Meesters tot en met de hedendaagse schilders. De ontwerpers Persijn Broersen en Margit Lukács lieten zich inspireren door het spanningsveld tussen illusie en werkelijkheid, een aspect dat veel in de Nederlandse schilderkunst voorkomt.
De munt toont aan de voorzijde koningin Beatrix die naar het schilderij Gezicht op Delft van Johannes Vermeer kijkt. De andere kant van de munt toont de achterkant van het schilderij, op die zijde is een raam zichtbaar. Op de plek van het raam is verder niets zichtbaar, dat deel wordt aan de voorkant getoond.
Het schilderij is gekozen omdat het wereldberoemd is. Het is een 17e-eeuws schilderij, maar het heeft invloed gehad tot in de 21e eeuw. Vermeer was een schilder die momentopnames maakte, hier hebben de impressionisten altijd een voorbeeld aan genomen. Ook Salvador Dalí heeft Vermeer als voorbeeld genomen en meestervervalser Han van Meegeren heeft Vermeer vervalst.

## Specificaties
De specificaties van de circulatiemunt gelden ook voor de Eerste Dag Uitgifte.

### Circulatiemunt
- Nominale waarde: 5 euro
- Kwaliteit: circulatie
- Metaal: verzilverd koper
- Gewicht: 10,50 g
- Diameter: 29,0 mm
- Oplage: 250.000[4]
- Randschrift: *God*zij*met*ons
- Ontwerpers: Persijn Broersen en Margit Lukács

### Proof
- Nominale waarde: 5 euro
- Kwaliteit: Proof
- Metaal: 925/1000 zilver
- Gewicht: 15,50 g
- Diameter: 33,0 mm
- Oplage: 12.500[5]
- Randschrift: *God*zij*met*ons
- Ontwerpers: Persijn Broersen en Margit Lukács

### Tientje
Van het Schilderkunst Vijfje is ook een gouden 10 euromunt geslagen
- Nominale waarde: 10 euro
- Kwaliteit: Proof
- Metaal: 900/1000 goud
- Gewicht: 6,72 g
- Diameter: 22,5 mm
- Oplage: 6.500
- Rand: gekarteld
- Ontwerpers: Persijn Broersen en Margit Lukács

## Trivia
Er zijn ook 2.011 munten in de kwaliteit UNC uitgebracht. Zij zijn als eerstedagmunt verkocht op 30 mei.
Gulden herdenkingsmunten:

Dubbelkop 1980 · Unie van Utrecht · Voetbalvijfje

Nederlandse euro-herdenkingsmunten:

herdenkingsmunten van € 2: Erasmusmunt · Dubbelkop Beatrix-Willem-Alexander · 200 jaar koninkrijk

meerwaardeherdenkingsmunten:

Zilveren vijfjes: Vincent van Gogh Vijfje · Europamunt · Koninkrijksmunt · Vredes Vijfje · Belasting Vijfje · Australië Vijfje · Rembrandt Vijfje · Michiel de Ruyter Vijfje · Architectuur Vijfje · Manhattan Vijfje · Japan Vijfje · Max Havelaar Vijfje · Waterland Vijfje · Schilderkunst Vijfje · Muntgebouw Vijfje · WNF Vijfje · Tulpen Vijfje · Beeldhouwkunst Vijfje · Grachtengordel Vijfje · Vrede van Utrecht Vijfje · Rietveld Vijfje · Vredespaleis Vijfje · De Nederlandsche Bank Vijfje · Van Nelle Vijfje · Waterloo Vijfje · Wadden Vijfje · Jheronimus Bosch Vijfje · Stelling van Amsterdam Vijfje · Johan Cruijff Vijfje · Fanny Blankers-Koen Vijfje · Schokland Vijfje · Wageningen Universiteit Vijfje · Luchtvaart Vijfje · Beemster Vijfje · Market Garden Vijfje · Jaap Eden Vijfje

Zilveren tientjes: Huwelijksmunt · Geboortemunt · Jubileummunt · Koningstientje · Verjaardagstientje
Caribisch Nederland: BES-dollar (2011, 2013)